# Lida Lee
Лідія Олександрівна Скорубська більш відома як Ліда Лі або Lida Lee — українська співачка, бек-вокалістка MONATIK'а. Лауреатка музичної премії «YUNA-2021» у номінації «Відкриття року»

## Життєпис
Свою кар'єру починала з запису каверів. Одним із найпопулярніших став кавер на пісню Кузьми Скрябіна «Спи собі сама». Після цього була спільна робота з MONATIKом над піснею «Добеги», з яким співачка виступала на НСК «Олімпійський».

### Голос країни-10
У січні 2020 року виступила в Х-му сезоні шоу «Голос країни» із піснею «Bang Bang».
Ліда Лі для подальших виступів на конкурсі вибрала команду Монатіка. Вибула у першому етапі суперфіналу.
Кліп із виступом Ліди Лі набрав більше трьох мільйонів переглядів на YouTube станом на 16 серпня 2020 року.

## Відеокліпи
| № | Назва                                                                         | Рік  | Режисер     |
| - | ----------------------------------------------------------------------------- | ---- | ----------- |
| 1 | Достопримечательность (разом з Monatik)                                       | 2020 | Таня Муїньо |
| 2 | УВЛИУВТ на улице Пикадилли (разом з Monatik , Лайма Вайкуле та Nino Basilaya) | 2020 | Таня Муїньо |
| 3 | ритмоLOVE (разом з Monatik та Nino Basilaya)                                  | 2020 | Таня Муїньо |
| 4 | Пойми                                                                         | 2021 | Таня Муїньо |

## Телебачення
- Світанок (телеканал «M1»)